# Фредерік Перлз
Фредерік Саломон Перлз (нім. Friedrich Salomon Perls; також відомий як Фріц Перлз; 8 липня 1893, Берлін — 14 березня 1970, Чикаґо) — німецький лікар-психіатр, психотерапевт єврейського походження. Основоположник гештальт-терапії. Спільно з Полом Гудманом і Ральфом Гефферліном написав працю «Гештальт-терапія, збудження і зростання людської особистості» (1951). У 1952 разом з «сімкою» (крім нього, в «Сімці»: Лора Перлз, Ізидор Фромм, Пол Гудман, Еліот Шапіро, Річард Кіцлер і Пол Вейс) заснував Нью-Йоркський Гештальт-інститут.

## Біографія
Народився в Берліні в 1893 році.
Під час Першої світової війни воював у складі німецької армії, був поранений.
У 1913 році приступає до вивчення медицини — без особливого інтересу, розглядаючи її як шлях до філософії і фізіології — і (мабуть, в 1916 році) знаходить для себе Фрейда та психоаналіз. За його власним визнанням, сексуальна проблематика захоплює його.
У 1921 році нарешті отримує ступінь доктора медицини і починає займатися психіатрією з її «медикаментами, електричними штуками, гіпнозом і розмовами».
У 1922 році вельми захоплений новими тенденціями в мистецтві: дадаїзм, німецька школа дизайну Баугауз. Одночасно відкриває для себе Фрідлендера з його «Творчою байдужістю». І каже про нього, як про «гуру».
1925 рік — початок 7-річного курсу психоаналізу, спочатку у Вільґельма Райха, потім у Карен Горні. Називає цей період «марним життям на кушетці»: Райх, по відчуттях Перлза, не може намацати в ньому нічого істотного, Перлз «відчуває себе тупим», а в Карен Горні — закохується. Спроба подарувати їй квіти призводить лише до того, що Горні аналітично інтерпретує цей вчинок. Це образило Перлза.
У 1926 році Перлз знайомиться з Куртом Ґольдштейном — неврологом і психіатром, який займався тоді солдатами з пораненнями головного мозку, прихильником цілісного, холістичного підходу до організму (організм — як ціле), і стає його асистентом у Франкфуртському університеті. Як «вірний фрейдист», він сперечається з Ґольдштейном, але буде змушений повернутися до холізму через 10 років — уже в Південній Африці. Холістичний підхід стає одним із фундаментальних засад майбутньої гештальт-терапії: на ньому базується уявлення про взаємовідносини організм — навколишнє середовище. Постулюється, що людина і його оточення — єдина система, і психотерапія неможлива без аналізу контакту між ними.
1927 рік — Перлз продовжує свій аналіз і отримує супервізію у психоаналітиків у Франкфурті, Відні та Берліні (Клара Гаппель, Олена Дейч, Пауль Шильдер, Отто Феніхель).
У 1930 році одружується на Лорі Познер, з якою познайомився у Франкфуртському університеті. Лора, доктор психології, займається гештальт-психологією і знайомить Перлза з усіма останніми розробками в цій галузі. Через неї ж він отримує доступ до екзистенціалізму, зокрема до філософії Мартіна Бубера (відносини Я-Ти і Я-воно) і до теології Пауля Тілліха (мужність існування). Крім того, Лора бере участь в семінарах Ельзи Гиндлер по експресивному рухові. Перлз повертається до проблеми співвідношення соматичного і психічного, і знаходить, що «взаємини тіла і розуму досі є заплутаними». У гештальт-терапії усвідомленням через рух і дію стане звичайною практикою.
У 1933 році, після приходу до влади Гітлера, Фріц Перлз, Лора Перлз і їх старша дочка Рената їдуть до Голландії, а рік по тому перебираються до Південної Африки. Перлз їде туди, формально залишаючись ортодоксальним психоаналітиком: «Я їду проповідувати фрейдівське євангеліє в Південній Африці», — і засновує там інститут психоаналізу. У 1936 році він відправляється в Маріанські Лазні на психоаналітичний конгрес зі своєю першою статтею «Оральний опір». Робота піддана критиці, де основним запереченням є теза, що опір може бути тільки анальним. Згодом Перлз стане розглядати відсутність орального опору, як один з факторів, що полегшують патологічну інтроєкцію.
У 1942 році Фріц пішов у південноафриканську армію, де він служив як психіатр в званні капітана до 1946 року.
У 1946 році Перлз переїхав до Нью-Йорку.
У 1951 році в співавторстві з Ральфом Гефферліном і Полом Гудменом публікує книгу «Гештальт-терапія: збудження і зростання людської особистості», в якій він вперше формулює початки свого власного терапевтичного підходу. Незабаром після цього був організований Нью-Йоркський інститут гештальт-терапії, центр якого знаходився в квартирі Перлза.
У 1954 році був також створений Клівлендський інститут гештальт-терапії, а до кінця 50-х років групи гештальт-терапії були організовані по всій країні.
У 1960 році Перлз переїхав на західне узбережжя Сполучених Штатів, деякий час жив і працював у Лос-Анджелесі.
Перлз розповідає в своїй автобіграфії, що в цей період він зацікавився вченням дзен і їздив в японський монастир дзен, де два місяці вивчав дзен під керівництвом майстра дзен. Перлз відзначав: «Дзен приваблює мене як можливість релігії без бога». У той же час негативною стороною навчання дзен для Перлза був обов'язок «волати і кланятися перед статуєю Будди». В ході навчання майстер поставив Перлзу коан «Якого кольору вітер?». «Він (майстер), здається, був задоволений, коли замість відповіді я дмухнув йому в обличчя», — повідомляє Перлз.
У 1964 році він увійшов до штату знаменитого Інституту Есален в Біг Сюр, штат Каліфорнія. Перлз став лідером в русі за розкриття потенціалу людини.
У 1969 році Перлз перебрався до Британської Колумбії, де на острові Ванкувер заснував гештальт-громаду. У тому ж році він опублікував дві найбільш відомі нині роботи — «Гештальт-терапія в дослівному викладі» (Gestalt Therapy Verbatim), а також «Всередині і поза помийного відра» (In and Out of the Garbage Pail).
Фріц Перлз помер у віці 76 років 14 березня 1970 року після нетривалої хвороби (ускладнення після раніше проведеної операції на серці). Незадовго до смерті він працював над двома книгами — «Гештальт-підхід» і «Свідок терапії». Ці роботи були видані посмертно, в 1973 році.
У 1990 опублікована «Практика гештальт-терапії» (написана в співавторстві з Ральфом Гефферліном і Полом Гудменом).